# Fårholmens naturreservat
Fårholmens naturreservat är ett naturreservat i Norrtälje kommun i Stockholms län.
Området är naturskyddat sedan 1974 och är 13 hektar stort. Reservatet omfattar Fårholmen och Furholmen i Tjocköfjärden. Reservatet består av  barrskog med inslag av lövblandad barrskog och tallskog.